# An Châu (An Giang)
An Châu is een thị trấn en tevens de hoofdplaats in het district Châu Thành, een van de districten in de Vietnamese provincie An Giang in de Mekong-delta. An Châu ligt op de westelijke oever van de Hậu.